# 岸野真一
岸野 真一（きしの しんいち、1980年6月24日 - ）は、日本の男性声優、舞台俳優。高知県出身。

## 人物
2009年1月まで81プロデュースに所属していた。
方言は土佐弁。
趣味・特技はヌンチャク。
好きな言葉は「現状打破」。
劇団・フェドー劇場の一員としても活動。

## 出演作品

### テレビアニメ
- まぶらほ（2003年、精霊B）
- かみちゅ!（2005年、モノノケA）
- ガラスの仮面（2005年、男子生徒）
- .hack//Roots（2006年、PC1）

### OVA
- Prayers プレイヤーズ（2005年、イルサイブD）

### ゲーム
- THE 地球防衛軍（2003年、隊員1、報道部員1）
- コード・エイジ コマンダーズ（2005年、ティボルト）
- THE 地球防衛軍2（2005年）
- プリンセスメーカー4（2005年）
- CR弾球黙示録カイジ（2007年）

### 吹き替え

#### 映画
- サハラ 死の砂漠を脱出せよ（2007年）※テレビ東京版

#### アニメ
- フォスターズ・ホーム（2005年、ココ）
- シンデレラIII 戻された時計の針（2007年）
- ミュータント タートルズ（2007年、フットソルジャー）